# Montenegró vasúti közlekedése
Montenegró nemzeti vasúttársasága a Жељезница Црне Горе, latin betűkkel Željeznica Crne Gore, rövidítve ŽCG. Ez a társaság felel az ország teljes vasúti közlekedéséért és infrastruktúrájáért. A hálózat teljes hossza 250 km, normál nyomtávú, ebből 225 km villamosított 25 kV 50 Hz váltakozó árammal. Az országban 121 alagút van, 58 km hosszban, továbbá 120 vasúti híd.
A fő vasútvonal a Belgrád–Bar-vasútvonal. Van még két elágazás: Podgorica-Nikšić és Podgorica-Shkodra (Albánia).

## Járművek
A Montenegrói Vasútnak összesen 39 mozdonya és négy motorvonata van:
- - JŽ 461 sorozat: 16 db
  - JŽ 412 sorozat / JŽ 416 sorozat: 5 db
  - JŽ 661 sorozat: 7 db
  - JŽ 644 sorozat: 4 db
  - JŽ 642: 4 db
  - JŽ 643 sorozat: 2 db
  - JŽ 744 sorozat: 6 db

Továbbá:
- Személykocsik:
  - 31 pszemélyvagon (A, AB és B osztály)
  - 1 büfékocsi (WR osztály)
  - 32 hálókocsi (AcBc, Ac, Bc és WLAB)
  - 10 car-carrier vagon (DDam)
- teherkocsik:
  - 226 vagon (G sorozat)
  - 15 vagon (K sorozat)
  - 62 vagon (R sorozat)
  - 7 vagon (S sorozat)
  - 415 vagon (E sorozat)
  - 29 vagon (F sorozat)
  - 34 vagon (Z sorozat)
  - 33 vagon (U sorozat)
  - 3 vagon (H sorozat)

## Vasúti kapcsolata más országokkal
- Albánia - azonos nyomtáv, csak teherforgalom
- Horvátország - nincs
- Szerbia - van, azonos nyomtáv, azonos áramrendszer
- Bosznia-Hercegovina - nincs